# Colostygia constricta
Colostygia constricta är en fjärilsart som beskrevs av Louis Beethoven Prout 1914. Colostygia constricta ingår i släktet Colostygia och familjen mätare. Inga underarter finns listade i Catalogue of Life.